# Giorgos Katroúgkalos

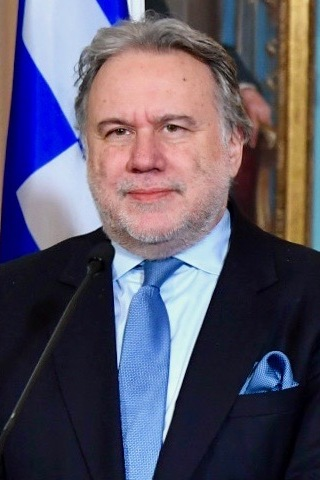
Georgios_Katrougalos_in_2018

Georgios Katrougalos (em grego: Γιώργος Κατρούγκαλος; nascido em 27 de março de 1963) é um jurista e político grego que serviu como Ministro das Relações Exteriores de fevereiro a julho de 2019, na verdade (desde 5 de abril de 2024) Especialista Independente da ONU sobre uma ordem internacional mais equitativa e democrática. Anteriormente, foi Ministro da Europa de 5 de novembro de 2016 a 15 de fevereiro de 2019, Ministro do Trabalho e da Solidariedade Social de 23 de setembro de 2015 a 5 de novembro de 2016 e de 18 de julho de 2015 a 28 de agosto de 2015. De 27 de janeiro de 2015 a 17 de julho de 2015, atuou como Ministro de Estado do Interior e da Reconstrução Administrativa no primeiro gabinete de Tsipras. Entre março de 2022 e outubro de 2023 foi presidente da Esquerda Europeia Unificada na Assembleia Parlamentar do Conselho da Europa.
Atualmente é professor de direito público na Universidade Demócrito da Trácia e vice-presidente da Associação Internacional de Direito Constitucional (IACL). De 2014 a janeiro de 2015 foi deputado ao Parlamento Europeu em representação da Grécia.

## Educação
Katrougalos estudou Direito de 1980 a 1985 na Universidade Nacional e Kapodistriana de Atenas e continuou seus estudos de pesquisa (P.h.D) em Direito Administrativo e Constitucional na Universidade Pantheon-Sorbonne (Université Paris 1 Panthéon-Sorbonne). Em 1990 ele foi premiado com um P.h.D. com "Honors". A sua tese de doutoramento intitula-se «A crise de legitimidade da Administração Pública – O caso da Grécia». É membro da Ordem dos Advogados de Atenas desde 1987.

## Carreira profissional e acadêmica
Em 1994, e novamente de 1997 a 2002, Katrougalos foi assessor jurídico do Ministério da Educação. Enquanto isso, lecionou e conduziu pesquisas como professor visitante na Universidade Roskilde, na Dinamarca, e na Universidade Nacional e Kapodistriana de Atenas (Faculdade de Direito de Atenas). Desde 1997 é membro do Conselho de Administração do Centro de Direito Constitucional Europeu. De 1998 a 2011, foi credenciado como mediador e árbitro na Organização Grega de Mediação e Arbitragem. De 2000 a 2003, foi assessor da Missão Permanente da Grécia junto às Nações Unidas (para os trabalhos do 3º Comitê da Assembleia Geral da ONU). Em 2002, foi nomeado professor de Direito Público na Universidade Demócrito da Trácia, onde também foi presidente do Departamento de Ciências Políticas e Administração Social. Foi o primeiro Presidente e CEO da Vocational Training S.A (2002-2003), uma organização pública do Ministério do Trabalho e da Segurança Social grego, e membro do Conselho de Administração do Centro Europeu para o Desenvolvimento da Formação Profissional (CEDEFOP), a agência da UE especializada na política de formação profissional, bem como Vice-Presidente do Centro de Investigação Educativa (2011-2012). De 2003 a 2004, foi membro de uma comissão de peritos do Ministério dos Negócios Estrangeiros que trabalhou na elaboração da Constituição Europeia. Katrougalos também trabalhou como conselheiro para reformas legislativas no Uzbequistão, Albânia, Macedônia do Norte, Síria e Armênia. Lecionou ou deu palestras como palestrante convidado em, entre outros, NYU, Columbia University, Humboldt University, Roskilde University, LSE, Oxford (St Antony's College), New Delhi Law School. Publicou muitos livros e artigos em periódicos gregos, ingleses, franceses, russos e espanhóis.

## Carreira política
Katrougalos era ativo no movimento estudantil na Grécia. Como especialista constitucional e professor esteve envolvido em uma série de litígios de interesse público, especialmente em relação a direitos sociais, bem como direitos de privacidade sob a ameaça de sistemas públicos de vigilância. Durante a crise econômica de 2010, criticou duramente as políticas de austeridade ditadas pelo FMI, com artigos científicos, ação pública em tribunais nacionais e europeus. Ele participou ativamente do movimento civil da chamada "luta das praças" na Grécia.
Nas eleições europeias de 2014, Katrougalos foi eleito deputado ao Parlamento Europeu pelo partido Syriza. No Parlamento Europeu foi membro do Grupo Parlamentar Europeu da Esquerda Unitária Europeia/Esquerda Nórdica Verde (GUE/NGL) e coordenador do Grupo da Esquerda Europeia na Comissão dos Assuntos Constitucionais (AFCO) Quando o Syriza venceu as eleições de janeiro de 2015, Katrougalos foi nomeado ministro suplente do Interior e da Reforma Administrativa. De 23 de setembro de 2015 a 5 de novembro de 2016 e de 18 de julho de 2015 a 28 de agosto de 2015 foi ministro do Trabalho e da Solidariedade Social. Ele desenhou a reforma das pensões, que unificou o sistema altamente fragmentado da Previdência Social grega.
De 5 de novembro de 2016 a 15 de fevereiro de 2019, atuou como Ministro Suplente dos Negócios Estrangeiros e de 15 de fevereiro de 2019 a 8 de julho de 2019 atuou como Ministro dos Negócios Estrangeiros. Ele apoiou a ratificação do Acordo de Prespa no Parlamento Helênico.
Foi eleito pela primeira vez membro do Parlamento helénico nas eleições de setembro de 2015 e reeleito nas eleições de julho de 2019. No pleito de maio de 2023, ele se retirou da disputa eleitoral três dias antes do pleito devido a uma declaração que fez sobre a reforma da Previdência de 2016. É, desde 2019, vice-presidente do Grupo da Esquerda Unitária Europeia na Assembleia Parlamentar do Conselho da Europa (PACE) e desde 2021 presidente da Subcomissão sobre o Médio Oriente e o Mundo Árabe do PACE. Em março de 2022, ele foi eleito por unanimidade presidente do grupo.
Como ministro dos Negócios Estrangeiros, iniciou o diálogo estratégico da Grécia com os EUA, mas é também um defensor da autonomia estratégica da  Política Externa e de Defesa Europeia face à NATO. Ele também apoia a melhoria das relações sino-europeias e greco-chinesas, tendo visitado muitas vezes a China tanto como acadêmico quanto como político.

## Família
Katrougalos é casado e tem duas filhas.

## Obras (seleção)
- 1.              Desigualdades e Direito, Alexandria, Atenas, 2014. 2.              As (ténues) perspectivas da cidadania social europeia. Jean Monnet Working Paper Nr. 05/07, NYU School of Law, Nova Iorque, 2007.  3.              Estados de bem-estar social do Sul da Europa. Problemas, desafios e perspectivas. (com G. Lazaridis.) Palgrave Macmillan, 2003.  4.              Constituição, Direito e Direitos no Estado de Bem-Estar Social ... e além, primeira edição Forlaget Samfundsokonomi & Plaenlaegning, Roskilde, 1995, segunda edição A. Sakkoulas, Atenas, 1998,  5.              O Modelo de Bem-Estar da Europa do Sul. O Estado de bem-estar social grego, em busca de uma identidade. In: Revista de Política Social Europeia de Fevereiro, Band 6, Nr. 1, 1996, S. 39–60.